# Chaniers
Chaniers là một xã trong tỉnh Charente-Maritime Charente-Maritime trong vùng Nouvelle-Aquitaine, tây nam nước Pháp. Xã Chaniers nằm ở khu vực có độ cao từ 2-74 mét trên mực nước biển.